# 東森新聞台
東森新聞台（台標標示為EBC東森新聞），是台灣東森電視旗下的新聞頻道。

## 沿革歷史
1997年，東森新聞台開播
。
2005年起，原為台灣的有線電視40頻道，改為51頻道。
2014年9月27日起，啟用高畫質版本頻道「東森新聞HD」。
2015年4月20日，更新新聞鏡面並啟用全新攝影棚且啟用大電視牆。
2015年11月10日，更換台標為「EBC東森新聞HD」。（HD台標僅在數位訊號才有，類比訊號無標示）
2017年7月1日，啟用全新攝影棚且啟用全新大電視牆。
2019年10月起，與BBC中文網進行合作 。
2020年5月11日-2020年8月13日，《黃金8、9點新聞》鏡面更換與《東森午安新聞》、《東森晚間新聞》，以上三個重點時段共用新聞鏡面。
2020年5月17日起，全台第一個有線電視新聞台使用4K超高畫質攝影、製作播出《台灣1001個故事》、《聚焦全世界》節目。
2020年8月17日起，《黃金8、9點新聞》鏡面更換回《9點換日線》節目，過往所使用的鏡面。
2021年7月19日，東森電視發表聲明，東森國際持有東森電視公司部分股權，於2017年11月將所持有股權全部出售予茂德國際投資(股)公司，全面退出東森電視經營。東森國際及其關係企業，概與東森電視及東森新聞沒有任何關係 。
2023年3月6日起，更新整點新聞時段鏡面。

## 現任東森新聞台管理層

### 管理層
| 林文淵 | 東森電視董事長                       |
| 張璠   | 東森電視副董事長                     |
| 徐瑞勇 | 東森電視總經理                       |
| 洪國貴 | 東森新聞台副總經理                   |
| 孫嘉蕊 | 東森新聞台副總經理、幼幼基金會董事長 |

## 現任主播

### 專任主播
吳宇舒、陳瑩、房業涵、韓佩穎、張佳如、林季瑩、王佳婉、黃文華、李樺仙、蔡依臻、黃慧婷、陳韻涵、陳靜宜、蕭涵

### 氣象主播
王淑麗、李樺仙、蔡依臻。

## 現任主持人
| 主持人 | 節目名稱           |
| ------ | ------------------ |
| 張炤和 | 《關鍵時刻》       |
| 徐俊相 | 《台灣啟示錄》     |
| 陳瑩   | 《東森世界日報》   |
| 蔡依臻 | 《台灣1001個故事》 |
| 吳宇舒 | 《海峽拼經濟》     |
| 房業涵 | 《聚焦新視界》     |
| 王淑麗 | 《淑麗氣象趴趴GO》 |

## 前任主播、主持人

### 男性
- 黃暐瀚
- 李健光
- 俞川心
- 李四端
- 羅旺哲
- 劉寶傑
- 洪培翔

### 女性
- 王欣儀
- 廖筱君
- 王欣怡
- 陳園淳
- 劉盈秀
- 趙薇
- 王薇
- 黃晴
- 黃明明
- 陳佳惠
- 靳秀麗
- 張雅琴
- 王時齊
- 周明璟
- 谷懷萱
- 盧秀芳
- 馬千惠
- 趙心屏
- 李怡慧
- 謝安安
- 蘭萱
- 劉姿麟
- 吳安琪
- 林仙怡
- 蔡郁璇
- 陳柔安
- 錢麗如
- 張齡予
- 簡立喆
- 溫淑梅
- 陳海茵
- 陳智菡
- 平秀琳
- 徐湘華
- 白心儀

## 獎項

### 兩岸新聞報導獎
| 年份   | 獲提名                                                                      | 獎項                                           | 結果 |
| ------ | --------------------------------------------------------------------------- | ---------------------------------------------- | ---- |
| 2013年 | 大陸迷網!臺灣迷惘? - 黃郁茗、謝季潾、鍾武正、楊逸平、黃鈴翔、劉依晴、張俊忠 | 104年第19屆兩岸新聞報導獎 - 【電視專題報導獎】 | 獲獎 |

### 臺灣醫療報導獎
| 年份   | 獲提名                                                      | 獎項                               | 結果 |
| ------ | ----------------------------------------------------------- | ---------------------------------- | ---- |
| 2019年 | 若花100萬能換至親多活一日 無效醫療論的「一念」之間 - 巫嘉芬 | 108年臺灣醫療報導獎 - 【新媒體類】 | 獲獎 |

### 全球華文永續報導獎
| 年份   | 獲提名                                           | 獎項                                            | 結果 |
| ------ | ------------------------------------------------ | ----------------------------------------------- | ---- |
| 2019年 | 地球的孤兒~北極熊世紀末滅絕倒數 - 白心儀、林奕勳 | 108年全球華文永續報導獎 - 【專業組 影片類(長)】 | 獲獎 |

## 外部連結
- 東森新聞 （页面存档备份，存于）（繁體中文）
- 東森新聞影音 - Yahoo TV （页面存档备份，存于）
- 東森新聞的Facebook專頁（繁體中文）
- 東森新聞的新浪微博（繁體中文）
- 東森新聞的Instagram帳戶（繁體中文）
- YouTube上的東森新聞頻道（繁體中文）
- YouTube上的東森新聞 EBC LIVE頻道（繁體中文）